# Nous deux mon chien
Nous deux mon chien (Next To A Dog) est une nouvelle policière d'Agatha Christie.
Initialement publiée en septembre 1929 dans la revue The Grand Magazine au Royaume-Uni, cette nouvelle a été reprise en recueil en 1971 dans The Golden Ball and Other Stories aux États-Unis. Elle a été publiée pour la première fois en France dans le recueil Marple, Poirot, Pyne... et les autres en 1986.

## Publications
Avant la publication dans un recueil, la nouvelle avait fait l'objet de publications dans des revues :
- en septembre 1929, au Royaume-Uni, dans le no 295 de la revue The Grand Magazine[1].

La nouvelle a ensuite fait partie de nombreux recueils :
- en 1971, aux États-Unis, dans The Golden Ball and Other Stories[1] (avec 14 autres nouvelles) ;
- en 1986, en France, dans Marple, Poirot, Pyne... et les autres (avec 7 autres nouvelles) ;
- en 1991, au Royaume-Uni, dans Problem at Pollensa Bay and Other Stories[1] (avec 7 autres nouvelles) ;
- en 2001, en France, dans Le Second Coup de gong (adaptation du recueil de 1991).